# Juan José Rodríguez (1937)
Juan José Rodríguez (General Galarza, 11 gennaio 1937 – Buenos Aires, 2 giugno 1993) è stato un calciatore argentino, di ruolo attaccante.

## Carriera

### Club
Ha giocato nel campionato argentino ed in quello uruguaiano.

### Nazionale
Ha collezionato 6 presenze con la maglia della nazionale, con cui ha inoltre vinto la Coppa America 1959.

## Palmarès

### Club

#### Competizioni nazionali
- Campionato argentino: 1

Boca Juniors: 1964

### Nazionale
- Campeonato Sudamericano de Football: 1

Argentina 1959